# Riebiņi kommun
Riebiņu novads var en kommun i Lettland. Den låg i den östra delen av landet, 180 km öster om huvudstaden Riga. Antalet invånare var 6 331. Arean var 631 kvadratkilometer.
2021 slogs kommunen samman med Preiļi kommun.
Följande samhällen fanns i Riebiņu novads:
- Riebiņi